# 廣陽國 (西晉)
廣陽國，中國西晉時設置的郡級封國。
晉惠帝永興元年（302年），分濟陰郡若干縣一万一千二百一十九户置廣陽國，立齊王司馬冏之子司馬冰為廣陽王。同年十二月，司馬冰被囚國除。

## 出處
1. ↑  《晉書》卷38〈文六王傳〉：「薨，无子，齐王冏以子冰绍鉴后。以济阴万一千二百一十九户改为广阳国，立冰为广阳王。冏败，废。」
2. ↑   參: